# Scuola eleatica
La scuola eleatica è un'antica scuola presocratica di filosofia attiva ad Elea, città greca dell'antica Lucania, il cui esponente principale fu Parmenide. 

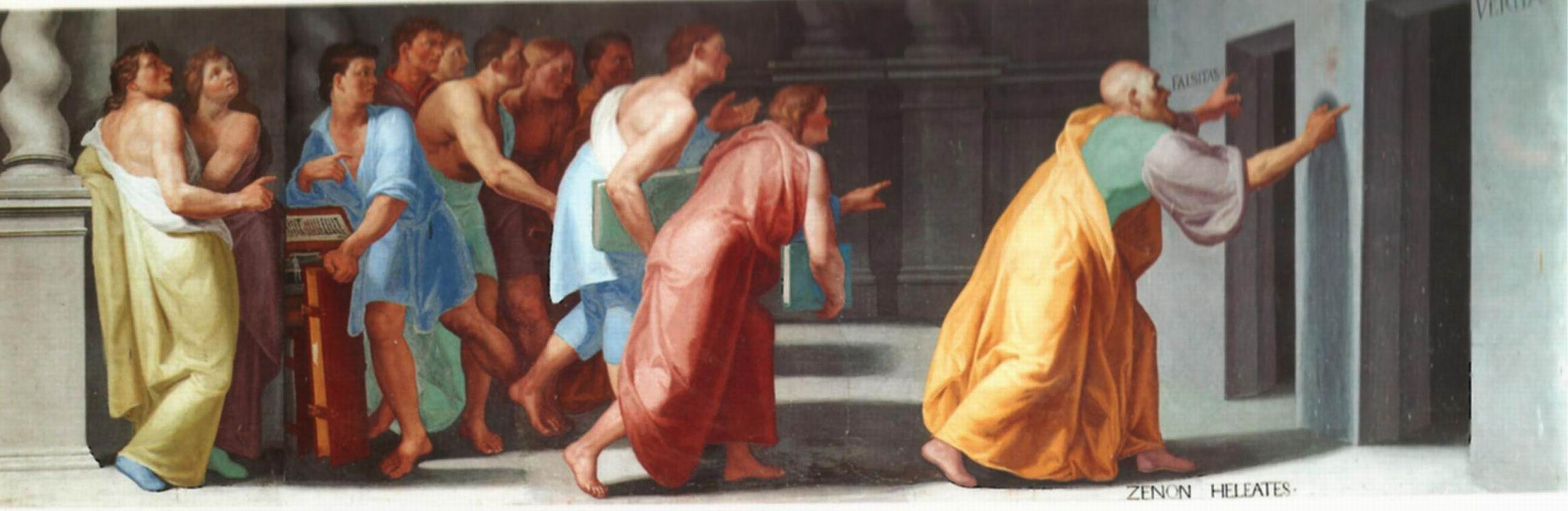
Zenone mostra le porte della verità e della falsità (Veritas et Falsitas, affresco nella Real Biblioteca del Monastero dell'Escorial, Madrid).

Altri membri della scuola erano Zenone di Elea, Melisso di Samo, e Senofane di Colofone, che viene da alcuni storici considerato come suo fondatore, ma questa posizione, probabilmente basata sull'apparente contiguità fra la polemica contro la molteplicità degli dei antropomorfi, propria di Senofane e il concetto dell'unità propria dell'essere, elaborato da Parmenide, è discussa. Le conoscenze su questa antica scuola, come per tutte le altre scuole presocratiche, sono indirette e si basano su testimonianze certe e testi di autori dell'epoca parmenidea.

## Storia

Le città della Magna Grecia che vede Elea situata nell'attuale Campania

La scuola prese il suo nome da Elea, Velia per i Romani, oggi nel comune di Ascea (Salerno), città greca sulle coste del Cilento, patria dei suoi più importanti esponenti: Parmenide e Zenone. La sua fondazione è spesso attribuita a Senofane di Colofone, ma, sebbene nella sua dottrina ci siano molti elementi che faranno parte integrante della speculazione della scuola eleatica, è probabilmente più corretto guardare a Parmenide come suo fondatore.
Senofane di Colofone fu il primo a muovere all'attacco della mitologia della Grecia arcaica, alla metà del VI secolo a.C., scagliandosi contro l'intero sistema antropomorfico sancito dai poemi di Omero ed Esiodo. Nelle mani di Parmenide questo spirito di libero pensiero si sviluppò in senso ontologico. In seguito, o perché le sue speculazioni risultavano offensive per i contemporanei cittadini di Elea, o a causa della mancanza di una salda guida, la scuola degenerò concentrandosi su temi eristici e retorici, mentre i migliori frutti di questa corrente furono assorbiti dalla metafisica platonica.

## Filosofia

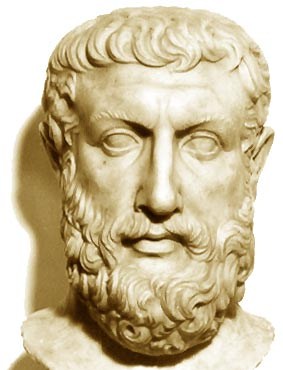
Busto di Parmenide, il fondatore della scuola

Gli Eleati rifiutano la validità epistemologica dell'esperienza dei sensi ed assumono invece parametri razionali di chiarezza e necessità come criteri della verità. Dei diversi esponenti, Parmenide e Melisso partono da premesse tautologiche ed evidenti da cui sviluppano argomentazioni dedotte in maniera perfettamente logica e coerente, mentre Zenone adopera principalmente il metodo dialettico della reductio ad absurdum, cercando cioè di distruggere gli argomenti degli avversari mostrando che le loro premesse li portano a contraddirsi.

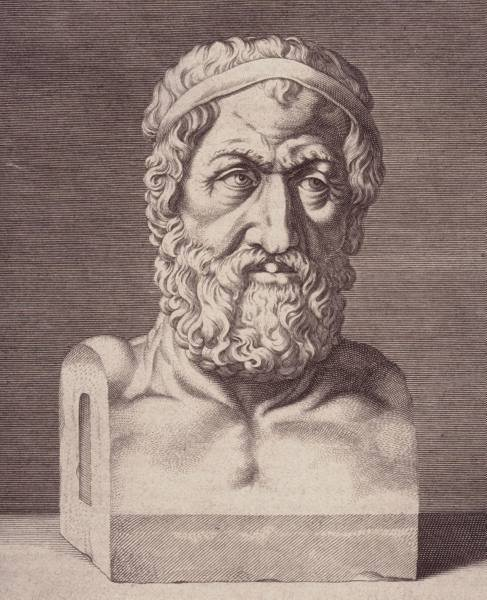
Ritratto di Zenone di Elea per un'edizione ottocentesca delle Vite dei filosofi di Diogene Laerzio

Le principali dottrine degli Eleati furono sviluppate in opposizione con i primi filosofi naturalisti della scuola di Mileto, che spiegavano ogni forma di esistenza riconducendola agli elementi primari del cosmo, e con la teoria di Eraclito, che vedeva in tutte le realtà un perpetuo cambiamento. Gli Eleati asserivano che la vera spiegazione delle cose si trova nella concezione dell'universale unità dell'essere. Conformemente a questa dottrina, i sensi non possono aver cognizione di questa unità, perché le loro impressioni sono inconsistenti: è solo tramite il pensiero che è possibile superare le false apparenze dei sensi (la doxa) e giungere alla conoscenza dell'essere e alla fondamentale verità che Tutto è Uno. L'Essere inoltre è immobile, increato ed eterno, perché non può scaturire dal non-essere, né potrà mai terminare in esso, altrimenti ad un certo momento non sarebbe. Essi argomentano che gli errori su questo punto derivano comunemente dall'uso ambiguo del verbo essere, che può significare «esistere», oppure essere mera copula che connette soggetto e predicato.
Sebbene le conclusioni degli Eleati fossero rifiutate dai più tardi presocratici e da Aristotele i loro argomenti vennero presi sul serio, e viene loro generalmente riconosciuto di aver notevolmente migliorato i parametri dell'argomentazione filosofica nella loro epoca, iniziando a formalizzare i concetti base della logica occidentale. La loro influenza fu similmente durevole, Gorgia, un sofista, argomenta secondo lo stile degli Eleati nella sua opera Sulla natura o ciò che non è, mentre Platone ne riconobbe l'importanza nei dialoghi del Parmenide, del Sofista e del Politico. Inoltre, molti dei metodi e dei principi stabiliti per primi dagli Eleati furono presi a prestito dalle filosofie più tarde.

## Nella cultura di massa
«Einstein trasse ispirazione per la sua teoria della relatività dal paradosso di Achille e la tartaruga del filosofo Zenone, che visse ad Elea, città della Magna Grecia (l’attuale Cilento) fondata nel VI secolo A.C., poi ribattezzata Velia dai romani e infine Ascea. E non è certo casuale che, in onore dell’antica città, Adriano Olivetti abbia voluto denominare Elea la generazione di supercomputer sviluppati negli anni 50 del Novecento, il cui modello Elea 9003 fu il primo supercomputer commerciale interamente a transistor della storia dell’informatica».